# Lucas Marinho
Lucas Marinho år en botaniker, som fortfarande var i livet 2015.
Han intresserade sig särskilt för Spermatophytes.